# استان پیونگان
استان پیونگان (انگلیسی: Pyongan Province) یکی از هشت استان کره در طی پادشاهی چوسان. بود پیونگان در شمال غربی کره قرار داشت. مرکز استان پیونگ‌یانگ (اکنون پیونگ‌یانگ، کره شمالی) بود.